# 1514

## Събития
- Селим I побеждава Исмаил I в битката при Чалдиран

## Родени
- 31 декември – Андреас Везалий, брабантски лекар

## Починали
- Висенте Пинсон, испански мореплавател и конкистадор
- 11 март – Донато Браманте, италиански архитект